# Kinh tế Nigeria
Kinh tế Nigeria là một nền kinh tế có thu nhập trung bình, nền kinh tế hỗn hợp và thị trường mới nổi, với việc mở rộng các lĩnh vực sản xuất, tài chính, dịch vụ, truyền thông, công nghệ và giải trí.  Kinh tế Nigeria được xếp hạng là nền kinh tế lớn thứ 27 trên thế giới về GDP danh nghĩa và lớn thứ 24 thế giới về sức mua tương đương. Nigeria có nền kinh tế lớn nhất ở châu Phi; lĩnh vực sản xuất tái xuất của nó đã trở thành nền kinhtế lớn nhất trên lục địa vào năm 2013, và nó tạo ra một tỷ lệ lớn hàng hóa và dịch vụ cho tiểu lục địa Tây Phi. Ngoài ra, tỷ lệ nợ trên GDP của quốc gia này là 16,075% vào năm 2019.
GDP Nigeria tương đương sức mua (PPP) đã tăng gần gấp ba lần từ 170 tỷ đô la năm 2000 lên 451 tỷ đô la năm 2012, mặc dù các ước tính về quy mô của khu vực phi chính thức (không bao gồm trong số liệu chính thức) đưa con số thực tế gần hơn 630 tỷ USD. Tương ứng, GDP bình quân đầu người tăng gấp đôi từ 1400 đô la / người năm 2000 lên ước tính 2.800 đô la / người vào năm 2012 (một lần nữa, với sự bao gồm của khu vực phi chính thức, ước tính GDP bình quân đầu người dao động khoảng 3.900 đô la mỗi người). (Dân số tăng từ 120 triệu vào năm 2000 lên 160 triệu vào năm 2010). Những con số này đã được sửa đổi lên tới 80% khi các số liệu được tính toán lại sau khi nổi dậy của nền kinh tế vào tháng 4 năm 2014.
Mặc dù doanh thu từ dầu đóng góp 2/3 doanh thu của nhà nước, dầu chỉ đóng góp khoảng 9% vào GDP. Nigeria chỉ sản xuất khoảng 2,7% nguồn cung dầu của thế giới. Mặc dù ngành dầu khí rất quan trọng đối với Nigeria, vì nguồn thu của chính phủ vẫn phụ thuộc nhiều vào lĩnh vực này, nó vẫn là một phần nhỏ trong nền kinh tế chung của cả nước.
Khu vực nông nghiệp tự cung tự cấp phần lớn đã không theo kịp sự tăng trưởng dân số nhanh chóng, và Nigeria, từng là một nước xuất khẩu thực phẩm lớn, bây giờ   nhập khẩu một số sản phẩm thực phẩm của mình, mặc dù cơ giới hóa đã dẫn đến sự hồi sinh trong sản xuất và xuất khẩu các sản phẩm thực phẩm, và hướng tới việc cung cấp thực phẩm đầy đủ. Năm 2006, Nigeria đã đi đến một thỏa thuận với Câu lạc bộ Paris để mua lại phần lớn các khoản nợ từ họ để trả khoản tiền mặt khoảng 12 tỷ USD.
Theo báo cáo của Citigroup được công bố vào tháng 2 năm 2011, Nigeria sẽ có mức tăng trưởng GDP trung bình cao nhất thế giới trong khoảng thời gian từ 2010 đến 2050. Nigeria là một trong hai quốc gia đến từ Châu Phi trong số 11 quốc gia tạo ra tăng trưởng toàn cầu.